# Ein Neger darf nicht neben mir sitzen
Ein Neger darf nicht neben mir sitzen (Schreibweise auf dem Einband: „Ein Neger darf nicht neben mir sitzen“, Titel des E-Books ohne den Begriff „Neger“: Ein N**** darf nicht neben mir sitzen; Untertitel: Eine deutsche Geschichte) ist ein deutsches autobiografisches Sachbuch über Alltagsrassismus gegen Afrodeutsche von David Mayonga, auch bekannt als Roger Rekless, mit Koautorenschaft von Nils Frenzel. Das Buch erschien erstmals 2019 im Verlag Komplett-Media. Das Buch erreichte Platz 9 der Spiegel-Bestsellerliste Paperback Sachbuch in Ausgabe 34/2020.

## Inhalt
Das Vorwort zur Originalausgabe schrieb Hannes Ringlstetter.
Das Buch beginnt mit einem Prolog. Mayonga besucht einen AfD-Infoabend des Kreisverbands München-Süd, wo er mit den Mitgliedern ins Gespräch kommt und insbesondere von der Wirtin der Gaststätte rassistisch behandelt wird.
Es folgt das Kapitel „Kindheit in Markt Schwaben“. Mayonga ist der Sohn einer weißen Deutschen und eines schwarzen Vaters, der ursprünglich aus dem Kongo stammt. Nachdem er in eher behüteten Verhältnissen aufgewachsen war, erlebte er seine erste rassistische Erfahrung im Kindergarten. So stammt das Titelzitat von einem Kind, zu dem er sich setzen wollte. Dies ist das Schlüsselerlebnis für eine lebenslange unfreiwillige Beschäftigung mit dem Thema Alltagsrassismus, die sich durch seine Biografie zieht.
Mayonga mischt in dem Buch wissenschaftliche Erkenntnisse, die er wertneutral zusammenfasst, und zitiert mit Erlebnissen aus seiner eigenen Biografie, unter anderem von seinem Besuch auf dem Gymnasium, häufigen Polizeikontrollen im Zuge des Racial Profiling sogar im Kindesalter, seinem Wirken als Musiker und Journalisten sowie den Erfahrungen seiner Verwandtschaft und Bekannten. Er berichtet aber auch über positivere Erfahrungen, insbesondere sein gemeinsamer Auftritt mit Renate Meier, der bekannten bayerischen Gstanzl-Künstlerin.
Im Buch finden sich ebenfalls Gastbeiträge von Shahak Shapira, Imoan Kinshasa, Kaled Ibrahim, Franziska Schreiber, Chefket, Malcolm Ohanwe, Samy Deluxe und Tyron Ricketts, die über ihre Erfahrungen mit Rassismus berichten.
Das Buch endet mit einem Epilog, dem Gespräch mit dem schwarzen AfD-Mitglied Homib Mebrahtu im Rahmen eines 3sat-Formates, bei dem sich Mayonga nach eigenen Angaben eher schlecht als recht schlägt.

## Hintergrund
Das Buch ist Mayongas Erstwerk als Autor. Er verfasste es zusammen mit Nils Frenzel.
Mayonga wählte den provokanten Titel nach eigener Aussage, „[w]eil es weh tut. Und weil diese Geschichte weh tut. Wenn jemand sensibel ist, wie du zum Beispiel oder ich auch, dann schmerzt dieses Wort. Indem ich das so nenne, baue ich sofort eine Situation auf zwischen dem Buch und dem Betrachter.“ Mayonga verstehe sein Buch auch als Angebot, über Rassismus zu reden und über eigene Einstellungen zu reflektieren.

## Veröffentlichung
Das Buch erschien erstmals am 25. Februar 2019. Zwischenzeitlich (Stand Anfang 2021) ist es in einer fünften, überarbeiteten Auflage erschienen. Nach der Tötung von George Floyd wurde ein neues Vorwort eingefügt. Im Anschluss ging Mayonga auf Lesetournee mit musikalischem Begleitprogramm.

## Rezeption
Das Buch erreichte Platz 9 der Spiegel-Bestsellerliste Paperback Sachbuch in Ausgabe 34/2020.
Michael Zirnstein von der Süddeutschen Zeitung lobte das Buch, man merke, wie den Autor „das Thema schmerz[e] und es schmerz[e] beim Lesen.“